# Jay Haas
Jay Dean Haas (født 2. december 1953 i St. Louis, Missouri, USA) er en amerikansk golfspiller, der pr. juli 2008 står noteret for 9 sejre på PGA Touren. Hans bedste resultat i en Major-turnering er en 3. plads, som han har opnået ved både US Masters i 1995 og ved US PGA Championship i 1999.
Haas har 3 gange, i 1983, 1995 og 2004, repræsenteret det amerikanske hold ved Ryder Cupen. 

## Eksterne links
- Spillerinfo Arkiveret 17. juli 2008 hos  Wayback Machine